# Styggetjärnen
Styggetjärnen är en sjö i Dals-Eds kommun i Dalsland och ingår i Göta älvs huvudavrinningsområde. Styggetjärn ligger i Trestickla-Boksjön Natura 2000-område.